# Косовец (Львовская область)
Косовец (укр. Косівець) — село в Великолюбенской поселковой общине Львовского района Львовской области Украины.
Население по переписи 2001 года составляло 348 человек. Занимает площадь 4,097 км². Почтовый индекс — 81556. Телефонный код — 3231.